# Josef Ludwig
Josef Ludwig (* 23. April 1871 in Wien; † 17. Oktober 1933 ebenda) war ein österreichischer Architekt.

## Leben
Ludwig besuchte die Staatsgewerbeschule in Wien, die er 1891 abschloss. Danach studierte er von 1892 bis 1895 an der Akademie der bildenden Künste Wien bei Karl von Hasenauer und Otto Wagner. Von 1898 bis 1904 trat er als selbstständiger Architekt auf, wechselte aber dann 1907, als er seine Baumeisterkonzession erhielt, in das Wiener Stadtbauamt, wo er zu deren Spitzenarchitekten zählte. Zu Beginn des Wohnbauprogramms der Gemeinde Wien nach dem Ersten Weltkrieg hatte er dort eine führende Position inne. Josef Ludwig wurde auf dem Döblinger Friedhof bestattet.

## Bedeutung
Ludwig vereinte in seinen Bauten als selbstständiger Architekt das historistische Gestaltungsschema mit Dekorationselementen des Jugendstils, was seinen Gebäuden eine unverwechselbare Form gab. In seiner Zeit beim Stadtbauamt sind seine eigenen Entwürfe nicht fassbar, da deren Projekte nicht namentlich erfasst wurden.

## Werke
| Foto |                 | Baujahr   | Name                                                                                         | Standort                                                     | Beschreibung                                                                               | Metadaten                                                  |
| ---- | --------------- | --------- | -------------------------------------------------------------------------------------------- | ------------------------------------------------------------ | ------------------------------------------------------------------------------------------ | ---------------------------------------------------------- |
| ja   | Datei hochladen | 1898–1899 | Miethaus                                                                                     | Wien 12, Längenfeldgasse 4 / Schönbrunnerstraße 209 Standort |                                                                                            | P84(Architekt):Josef Ludwig P131(Ort):Wien Region-ISO:AT-9 |
| ja   | Datei hochladen | 1899      | Miethäuser                                                                                   | Wien 18, Gentzgasse 7–9 Standort                             |                                                                                            | P84(Architekt):Josef Ludwig P131(Ort):Wien Region-ISO:AT-9 |
| ja   | Datei hochladen | 1899–1901 | Miethaus „Johannes-Hof“ HERIS-ID: 41400 Objekt-ID: 41883                                     | Wien 18, Währingerstraße 170–170a Standort                   |                                                                                            | P84(Architekt): P131(Ort):Währing Region-ISO:AT-9          |
| BW   | Datei hochladen | um 1900   | Miethäuser                                                                                   | Wien 19, Döblinger Hauptstraße 77 und 77a Standort           | Anmerkung: Nr. 77 Fassade teilw. bereinigt                                                 | P84(Architekt): P131(Ort):                                 |
| ja   | Datei hochladen | um 1900   | Miethaus                                                                                     | Wien 18, Gentzgasse 86–88 Standort                           | Anmerkung: Fassade abgeschlagen                                                            | P84(Architekt):Josef Ludwig P131(Ort):Wien Region-ISO:AT-9 |
| BW   | Datei hochladen | 1904      | Miethäuser                                                                                   | Wien 6, Brückengasse 8–8a Standort                           | Anmerkung: Nr. 8 Fassade abgeschlagen                                                      | P84(Architekt): P131(Ort):                                 |
| ja   | Datei hochladen | 1911      | Ausgestaltung des Kobenzl und Volksrestaurants Krapfenwaldl HERIS-ID: 45305 Objekt-ID: 46569 | Wien 19 Standort                                             | Anmerkung: als Mitarbeiter d. Stadtbauamtes, teils umgestaltet, teils nicht mehr vorhanden | P84(Architekt): P131(Ort):Wien Region-ISO:AT-9             |